# Миронова Зоя Василівна
Зоя Василівна Миронова (лютий 1912, Ядрін, Казанська губернія — 16 березня 1991, Москва) — радянський партійний діяч, дипломат. Надзвичайний і повноважний посол СРСР (1966). Кандидат технічних наук (1949). Член Центральної Ревізійної комісії КПРС у 1952—1966 роках. Депутат Верховної ради Російської РФСР 4-го скликання.

## Біографія
Народилася в родині службовця. У 1935 році закінчила Московський хіміко-технологічний інститут.
У 1935—1941 роках — науковий співробітник Державного науково-дослідного інституту рідкісних металів у Москві.
Член ВКП(б) з 1940 року.
У 1941—1944 роках працювала в системі Товариства сприяння обороні, авіаційному і хімічному будівництву (Тсоавіахіму) СРСР.
У 1944—1945 роках — науковий співробітник, у 1945—1950 роках — секретар бюро ВКП(б) Державного науково-дослідного інституту рідкісних металів у Москві.
У квітні 1950 — січні 1951 року — 2-й секретар Дзержинського районного комітету ВКП(б) міста Москви.
29 грудня 1950 — 17 березня 1959 року — заступник голови виконавчого комітету Московської міської Ради депутатів трудящих.
У 1959—1962 роках — заступник постійного представника СРСР при ООН.
У 1960—1966 роках — постійний представник СРСР у Комітеті ООН з прав жінок.
У 1966—1982 роках — постійний представник СРСР при Європейському відділенні ООН та інших міжнародних організаціях у Женеві (Швейцарія).
З 1982 року — персональний пенсіонер у місті Москві.

## Нагороди та відзнаки
- Сталінська премія (1950)
- Орден Леніна
- Орден Жовтневої Революції
- Орден Трудового Червоного Прапора (двічі).
- Орден Дружби народів
- Орден «Знак Пошани»